# Formule Junior

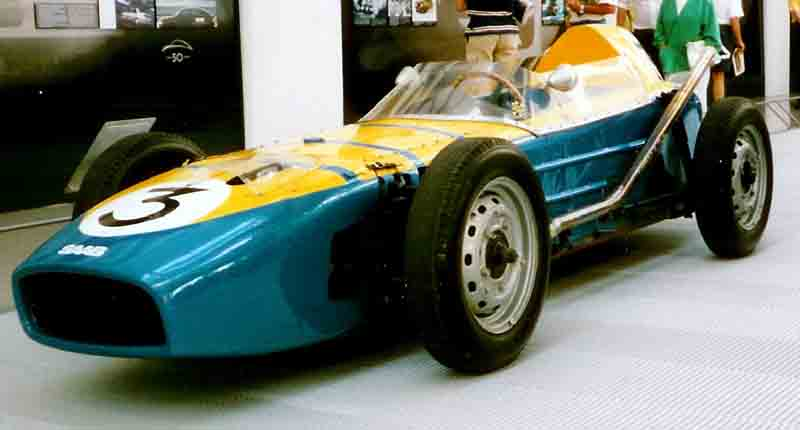
Saab Formule Junior.

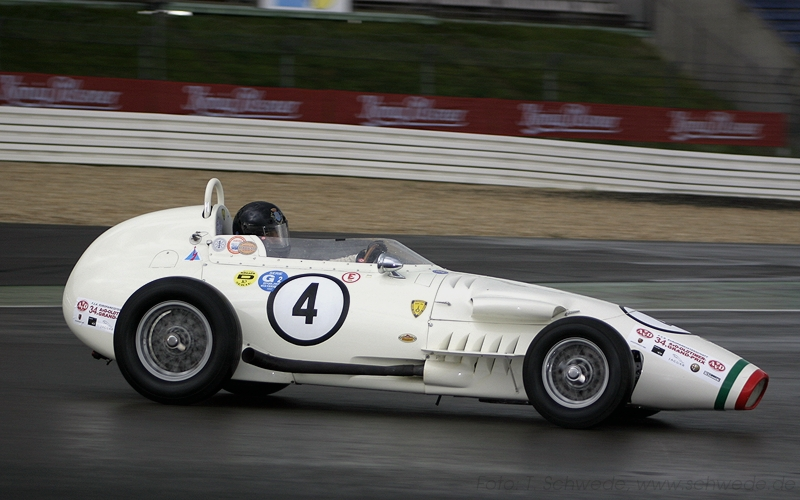
Stanguellini Formule Junior.

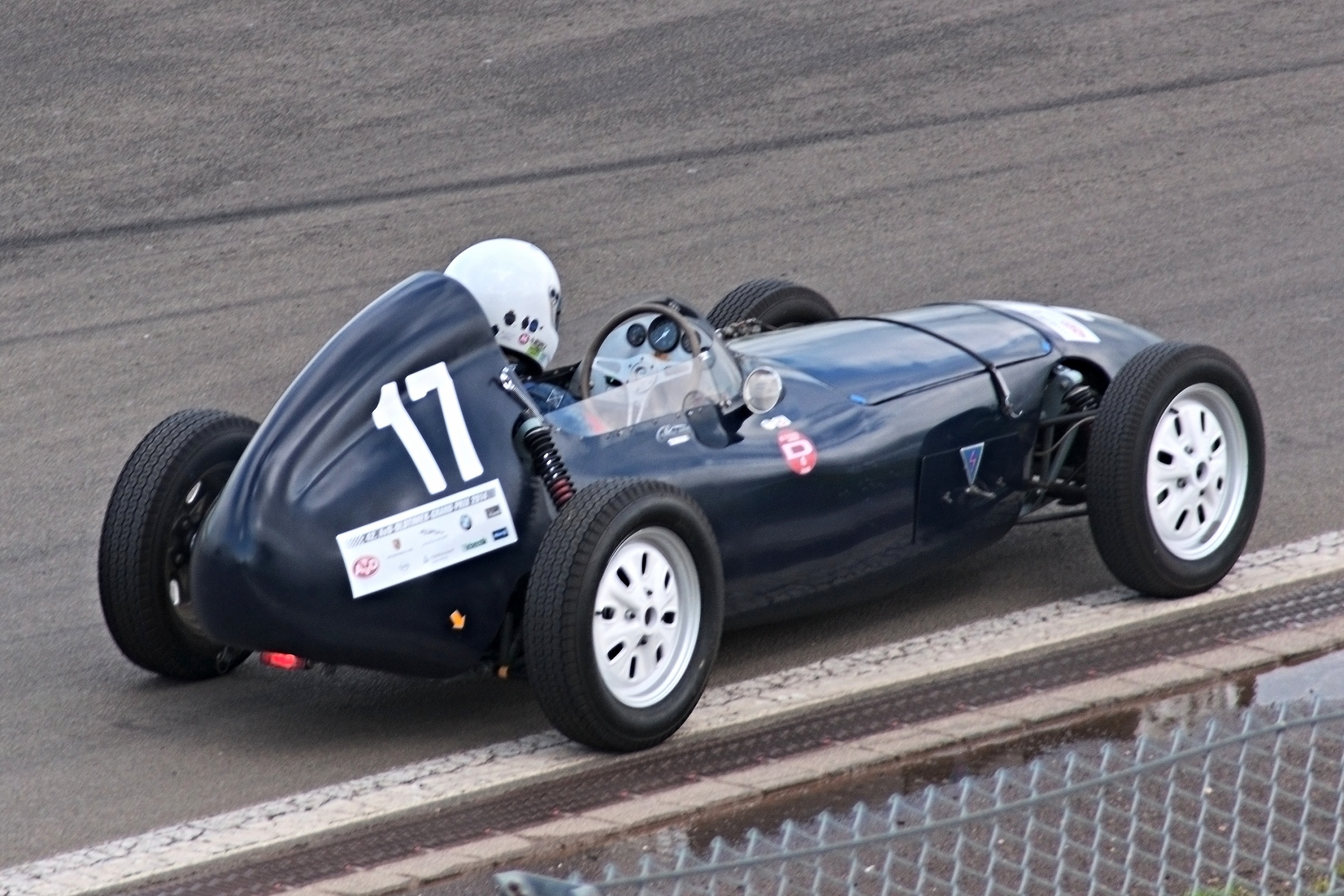
Elva 100 Formula Junior.

La Formule Junior est une ancienne catégorie de voitures de course automobile. Comme son nom l'indique, dans le but de réduire les coûts, la Formule Junior était placée en dessous de la Formule 2 dans la hiérarchie des catégories de monoplaces, avant de la remplacer en 1961.
La Formule Junior utilisait des monoplaces techniquement assez avancées, mais des mécaniques proches de la série, ou tout au moins basées sur la série. Elle autorisait 1 000 cm3 pour des voitures de plus de 360 kg et 1 100 cm3 pour des voitures de plus de 400 kg. Dans la pratique, la catégorie 1 100 cm3 a été la plus représentée. Les puissances, avec des blocs assez peu modifiés, atteignaient 115 ch en 1963.
La FJ a existé de 1958 à 1964. Elle fut ensuite à nouveau remplacée en 1964 par la Formule 2 et la Formule 3.

## Historique
La Formule Junior a été créée en 1958 par le comte Giovanni « Johnny » Lurani. Il s'agissait d'une catégorie standardisée et économique destinée à préparer les jeunes pilotes à la compétition professionnelle, remplaçant la Formule 3. Le règlement imposait l'utilisation de composants de série, avec des cylindrées limitées à 1 100 cm³ pour les voitures de 400 kg et à 1 000 cm³ pour celles de 360 kg. Les blocs-moteurs, les culasses, les boîtes de vitesses et les systèmes de freinage devaient provenir de véhicules de série, et les améliorations telles que les doubles arbres à cames en tête ou les différentiels à glissement limité étaient interdites.
La première course de Formule Junior a eu lieu à Monza le 25 avril 1958. Le pilote italien Roberto Lippi a remporté l'épreuve au volant d'une Stanguellini à moteur avant, qui utilisait un moteur Fiat 1100, alors le choix le plus courant parmi les constructeurs italiens en raison de sa disponibilité et de sa fiabilité généralisées.
La formule gagna rapidement en popularité en Europe et aux États-Unis . Parmi les premiers constructeurs britanniques impliqués figuraient Elva, Gemini et Lola, qui développèrent initialement des modèles à moteur avant. Cependant, au début des années 1960, les configurations à moteur arrière, comme celles employées sur la Lotus 18 et la Cooper T56, devinrent la norme, offrant une meilleure répartition du poids et une meilleure tenue de route.
En 1961, la Formule 1 passant de 2 500 à 1 500 cm3, la Formule Junior remplace de facto la Formule 2. Cette dernière renait en 1964, ainsi que la Formule 3 utilisant des moteurs de 1 000 cm3.
À mesure que la formule évoluait, le coût de développement augmentait, creusant un fossé entre son accessibilité prévue et sa compétitivité croissante. Servant à la fois de série d'introduction et de catégorie internationale de monoplaces de plus haut niveau après la Formule 1, la Formule Junior fut finalement abandonnée après la saison 1963. Elle fut remplacée par deux catégories distinctes renaissantes, utilisant des moteurs de 1 000 cm3 : la Formule 2, destinée aux pilotes professionnels équipés de moteurs spécialement conçus, et la Formule 3 , qui conservait l'objectif initial d'ouvrir la voie aux talents émergents. La nouvelle Formule 3 utilisait des moteurs proches de la série développant moins de 100 ch tandis que la Formule 2 utilisait de vrais moteurs de course développant plus de 130 ch.

## Compétitions

### Championnat d'Europe
Le championnat d'Europe de Formule Junior a existé de 1959 à 1963, avec 40 courses disputées, 6 courses en 1959, 11 en 1960, 3 en 1961, 3 en 1962 et 17 en 1963.
| Saison | Vainqueur      | Écurie               | Voiture      |
| ------ | -------------- | -------------------- | ------------ |
| 1959   | Michael May    | ?                    | Stanguellini |
| 1960   | Colin Davis    | Scuderia Serenissima | O.S.C.A.     |
| 1961   | Tony Maggs     | Tyrrell Racing       | Cooper       |
| 1961   | Joseph Siffert | Écurie Romande       | Lotus        |
| 1962   | Peter Arundell | Ron Harris Racing    | Lotus        |
| 1963   | Peter Arundell | Ron Harris Racing    | Lotus        |

### Championnat d'Allemagne
Le championnat d'Allemagne de Formule Junior a existé de 1960 à 1963. En 1962, Kurt Ahrens Jr. ayant été disqualifié, le titre n'a pas été attribué. Le championnat renaît en 1975 avec la Formule 3 après une année de transition en 1974 avec le Trophée Polyfac.
| Année | Vainqueur      | Écurie          | Voiture               |
| ----- | -------------- | --------------- | --------------------- |
| 1960  | Gerhard Mitter | Autohaus Mitter | Mitter / Lotus 18     |
| 1961  | Kurt Ahrens    | ?               | Lotus 20 / Cooper T52 |
| 1963  | Kurt Ahrens    | ?               | Cooper T67            |

### Championnat d'Italie
Le championnat d'Italie de Formule Junior a existé de 1958 à 1963. Cette catégorie se trouvait donc juste sous la catégorie des Formule 2 de 1958 à 1960, puis sous la Formule 1 de 1961 à 1963. Elle a été ensuite remplacée par la Formule 2 et la Formule 3 en 1964.
| Année | Vainqueur          | Écurie            | Voiture                 |
| ----- | ------------------ | ----------------- | ----------------------- |
| 1958  | Roberto Lippi      | Scuderia Bardhal  | Stanguellini            |
| 1959  | Raffaele Cammarota | Scuderia Bardhal  | Stanguellini            |
| 1960  | Renato Pirocchi    | Scuderia Pescara  | Stanguellini            |
| 1961  | Geki               | Scuderia Madunina | Stanguellini / Lotus 18 |
| 1962  | Geki               | Scuderia Madunina | Lotus 18 / Lotus 19     |
| 1963  | Geki               | Scuderia Madunina | De Sanctis              |

### Championnat de France
Le championnat de France de Formule Junior a existé de 1960 à 1963 pour être remplacé par la Formule 3 en 1964.
| Saison | Vainqueur     | Écurie              | Voiture                   |
| ------ | ------------- | ------------------- | ------------------------- |
| 1960   | Jacques Calès | Scuderia Madudina   | Stanguellini              |
| 1962   | Jo Schlesser  | Jo Schlesser Racing | Brabham BT2 - Ford        |
| 1963   | Jo Schlesser  | Ford France SA      | Brabham BT2 / Brabham BT6 |

### Championnat de Belgique
Le championnat de Belgique de Formule Junior a existé de 1962 à 1963, avec 7 courses disputées, 3 en 1962 et 4 en 1963, avant d'être remplacé de 1964 à 1967 par le championnat de Belgique de Formule 3.
| Année | Vainqueur          | Écurie                  | Voiture |
| ----- | ------------------ | ----------------------- | ------- |
| 1962  | André Pilette      | Écurie nationale belge  | Merlyn  |
| 1963  | Jean-Claude Franck | École de Pilotage Belge | Cooper  |

### Championnat d'Autriche
Le championnat d'Autriche de Formule Junior a existé de 1960 à 1961, avec 7 courses disputées, 4 en 1960 et 3 en 1961.
| Année | Vainqueur        | Écurie        | Voiture      |
| ----- | ---------------- | ------------- | ------------ |
| 1960  | Kurt Ahrens      | ?             | Stanguellini |
| 1961  | Curt Bardy-Harry | Écurie Vienne | Cooper       |

### Championnat de Grande-Bretagne
Le championnat de Grande-Bretagne de Formule Junior a existé de 1959 à 1963.
| Année | Organisateur        | Vainqueur      | Écurie             | Voiture |
| ----- | ------------------- | -------------- | ------------------ | ------- |
| 1959  | BRSCC               | Don Parker     | Don Parker Racing  | Lola    |
| 1960  | BRSCC               | Jack Pitcher   | ?                  | Alexis  |
| 1960  | John Davy           | Jim Clark      | Team Lotus         | Lotus   |
| 1960  | Motor Racing        | Jim Clark      | Team Lotus         | Lotus   |
| 1961  | BRSCC               | Mike Ledbrook  | Ron Harris Racing  | Lotus   |
| 1961  | John Davy           | Bill Moss      | The Chequered Flag | Lotus   |
| 1961  | Motor Racing        | Trevor Taylor  | Team Lotus         | Lotus   |
| 1962  | BRSCC               | John Fenning   | Ron Harris Racing  | Lotus   |
| 1963  | BARC Express & Star | Peter Arundell | Team Lotus         | Lotus   |

### Championnat d'Irlande
Le championnat d'Irlande de Formule Junior a existé de 1961 à 1963, 22 courses ont été organisées, 7 en 1961, 7 en 1962 et 8 en 1963.
| Année | Vainqueur         | Écurie           | Voiture |
| ----- | ----------------- | ---------------- | ------- |
| 1961  | Malcolm Templeton | Templeton Racing | Lotus   |
| 1962  | Malcolm Templeton | Templeton Racing | Lotus   |
| 1963  | Malcolm Templeton | Templeton Racing | Lotus   |

### Championnat de Suède
Le championnat de Suède de Formule Junior a existé de 1961 à 1963, avec 27 courses disputées, 8 en 1961, 12 en 1962 et 7 en 1963, avant d'être remplacé à partir de 1964 par le championnat de Suède de Formule 3.
| Année | Vainqueur       | Écurie                | Voiture |
| ----- | --------------- | --------------------- | ------- |
| 1961  | Yngve Rosquist  | Lotus Racing Team     | Lotus   |
| 1962  | Yngve Rosquist  | Rosquist Racing Team  | Cooper  |
| 1963  | Gunnar Karlsson | Filipstads Motor Club | Lotus   |

### Championnat du Danemark
Le championnat du Danemark de Formule Junior a existé de 1960 à 1964, avec 27 courses disputées, 4 en 1960, 4 en 1961, 7 en 1962, 7 en 1963 et 5 en 1964.
| Année | Vainqueur              | Écurie                                 | Voiture |
| ----- | ---------------------- | -------------------------------------- | ------- |
| 1960  | Joerges Bagger         | Scuderia Long Lola                     | Lola    |
| 1961  | Joerges Bagger         | Scuderia Long Lola                     | Lola    |
| 1962  | Hartvig Conradsen      | ?                                      | Cooper  |
| 1963  | Jens-Christian Legarth | Jens-Christian Legarth Racing Division | Lola    |
| 1964  | Hartvig Conradsen      | ?                                      | Cooper  |

### Championnat du Canada
Le championnat du Canada de Formule Junior n’a existé que pour une seule saison en 1961, avec 11 courses. Jerry Polivka sera champion sans remporter une seule course, et ce titre sera le seul décroché par Intermeccanica et Peugeot en Formule Junior.
| Année | Vainqueur     | Écurie | Voiture                |
| ----- | ------------- | ------ | ---------------------- |
| 1961  | Jerry Polivka |        | Intermeccanica-Peugeot |